# ArVac Cecilia Grierson
La vacuna ArVac Cecilia Grierson es una Vacuna contra la covid-19 basada en la tecnología de proteínas recombinantes, desarrollada en Argentina por la Universidad Nacional de San Martín, el CONICET y el Laboratorio Cassará.
El desarrollo se inició en 2020 y culminó en 2023 con su aprobación definitiva por la Administración Nacional de Medicamentos, Alimentos y Tecnología Médica (ANMAT). Participaron una red de 600 científicos y profesionales pertenecientes a 24 instituciones públicas y privadas, con el apoyo del Ministerio de Ciencia, Tecnología e Innovación y la Agencia Nacional de Promoción de la Investigación, el Desarrollo Tecnológico y la Innovación (Agencia I+D+i). Fue una de las iniciativas de la Unidad Coronavirus creada en el marco de la pandemia de COVID-19 en Argentina.
ArVac marcó un hito en el desarrollo tecnocientífico en Argentina. Fue la primera vacuna preventiva de enfermedades infecciosas diseñada y desarrollada en este país, que completó los estudios clínicos hasta su aprobación definitiva.

## Características
La vacuna fue diseñada para dosis de refuerzo en personas ya inmunizadas. Se basa en la tecnología de proteínas recombinantes y se compone de un antígeno recombinante purificado (la región de la proteína spike que une al receptor ACE 2 llamado RBD versión gamma) con un adyuvante clásico como el gel de alúmina. La misma tecnología ya se aplica en vacunas contra la Hepatitis B en niños o más recientemente, el VPH. Se trata de una plataforma segura y que puede adaptarse ante nuevas variantes a nivel regional o mundial.
Esta vacuna puede almacenarse a temperatura de heladera, entre 2 y 8 °C, lo cual hace que sea más económica, fácil de producir y de distribuir, en comparación con las primeras vacunas contra el COVID-19.

## Búsqueda clínica

### 2020: Diseño de la Fórmula
Entre mayo y noviembre de 2020, un equipo dirigido por Juliana Cassataro y conformado por expertos como Karina Pasquevich, Lorena Coria, Diego Álvarez, y otros, evaluó y seleccionó el tipo de vacuna a desarrollar contra el COVID-19. La fórmula definitiva, codesarrollada por la UNSAM, el CONICET y la Fundación Cassará, se consolidó en diciembre de ese año.

### 2021: Producción
Entre enero y marzo de 2021, el consorcio público-privado produce la fórmula proteica recombinante y da inicio a los ensayos preclínicos en laboratorio. Sus pruebas se extienden hasta diciembre, con resultados exitosos.

### 2022: Fase 1
En marzo de 2022, la ANMAT aprobó el inicio de la Fase 1. El Ministro de Ciencia, Tecnología e Innovación, Daniel Filmus, y la ministra de Salud, Carla Vizzotti, anunciaron el comienzo de los ensayos clínicos de seguridad en personas. Los resultados de la Fase 1, presentados en octubre, indicaron la seguridad y alta inmunogenicidad de ArVac, posicionándola como candidata para dosis de refuerzo a partir de 2023.
En un ensayo clínico llevado a cabo con 80 personas previamente vacunadas contra el COVID-19, la vacuna ArVac demostró ser segura y altamente eficaz. Juliana Cassataro, líder del proyecto, explicó que la evaluación se centró en medir la cantidad de anticuerpos neutralizantes, aquellos que impiden la entrada y replicación del virus SARS-CoV-2 en las células. Los resultados revelaron un aumento de hasta 30 veces en estos anticuerpos frente a las variantes Ómicron, Gamma y Wuhan. Adicionalmente, se evaluó la respuesta inmune a nivel celular antes y después de la administración de ArVac. Cassataro destacó que la vacuna aumentó la frecuencia de células T productoras de IFN-gamma, un indicador positivo de respuesta inmunológica.

### 2023: Fases 2 y 3
A comienzos del 2023 se abrió la inscripción para el ensayo clínico fase 2/3 en 10 centros de todo el país. Se evaluaron tres prototipos de la vacuna ARVAC versión monovalente y bivalente en 2014 voluntarios mayores de edad en algunos casos, con comorbilidades. La Agencia I+D+i otorgó un financiamiento de 1.100 millones de pesos para que la vacuna ArVac Cecilia Grierson complete los estudios clínicos de las fases II y III.
El 17 de octubre de 2023 la ANMAT aprueba la fórmula bivalente como vacuna de refuerzo para mayores de 18 años.

## Instituciones participantes
1. Instituto de Investigaciones Biotecnológicas de la Escuela de Bio y Nanotecnologías de la UNSAM
2. CONICET
3. Laboratorio Pablo Cassará
4. Fundación Pablo Cassará
5. Agencia Nacional de Promoción de la Investigación, el Desarrollo Tecnológico y la Innovación (Agencia I+D+i)
6. Ministerio de Ciencia, Tecnología e Innovación de la Nación
7. Ministerio de Salud de la Nación
8. Ministerio de Salud de la Nación de la Provincia de Buenos Aires
9. Administración Nacional de Medicamentos, Alimentos y Tecnología Médica (ANMAT)
10. Instituto de Investigaciones Biomédicas en Retrovirus y sida (INBIRS), Universidad de Buenos Aires-CONICET
11. Centro de Medicina Comparada, Universidad Nacional del Litoral (Santa Fe)
12. Nobeltri (CABA)
13. Fundación Huésped (CABA)
14. Gonzalo Pérez Marc y equipo, líder de la Fase 3
15. Instituto Universitario CEMIC (CABA)
16. FP Clinical Pharma (CABA)
17. Instituto de Investigaciones Clínicas (Mar del Plata)
18. Clínica del Niño y la Familia (Mar del Plata)
19. Instituto Médico Platense (La Plata)
20. Clínica Privada del Sol (Córdoba)
21. Centro de Investigaciones Clínicas Salta (Salta)
22. Centro de Investigaciones Clínicas Belgrano (CABA)
23. Vacunar (CABA)
24. Investigación Clínica Aplicada SRL (CABA)[1]